# Erik Bernholm
Erik Johan Bernholm född 26 februari 1965 i Frösö församling i Jämtlands län, är en svensk musiker och låtskrivare.

## Eurovision Song Contest
Bernholm har samarbetat med Thomas G:son och bland annat varit med och skrivit musiken till Quédate conmigo, som Pastora Soler tävlade med för Spanien 2012. Bernholm var även med och skrev In a Moment Like This som kom 4:a 2010 med Chanée & N'evergreen från Danmark. "Waterfall" som kom på 15 plats för Georgien 2013 var också skriven av Bernholm och G:son.
Bernholm producerade även Runaway, som Anna Sahlin tävlade med för Estland 2002.

## Melodifestivalen
Bernholm har varit med och skrivit ”Something in Your Eyes” som Jenny Silver tävlade med i Melodifestivalen 2011. Han har även varit med att skriva Anna Bergendahls Ashes to Ashes (2019) och Kingdom Come (2020).

## Övrigt
Bernholm medverkade som musiker (gitarr, klaviatur, sång) på Jill Johnsons album När hela världen ser på (1998).